# 三浦海岸站

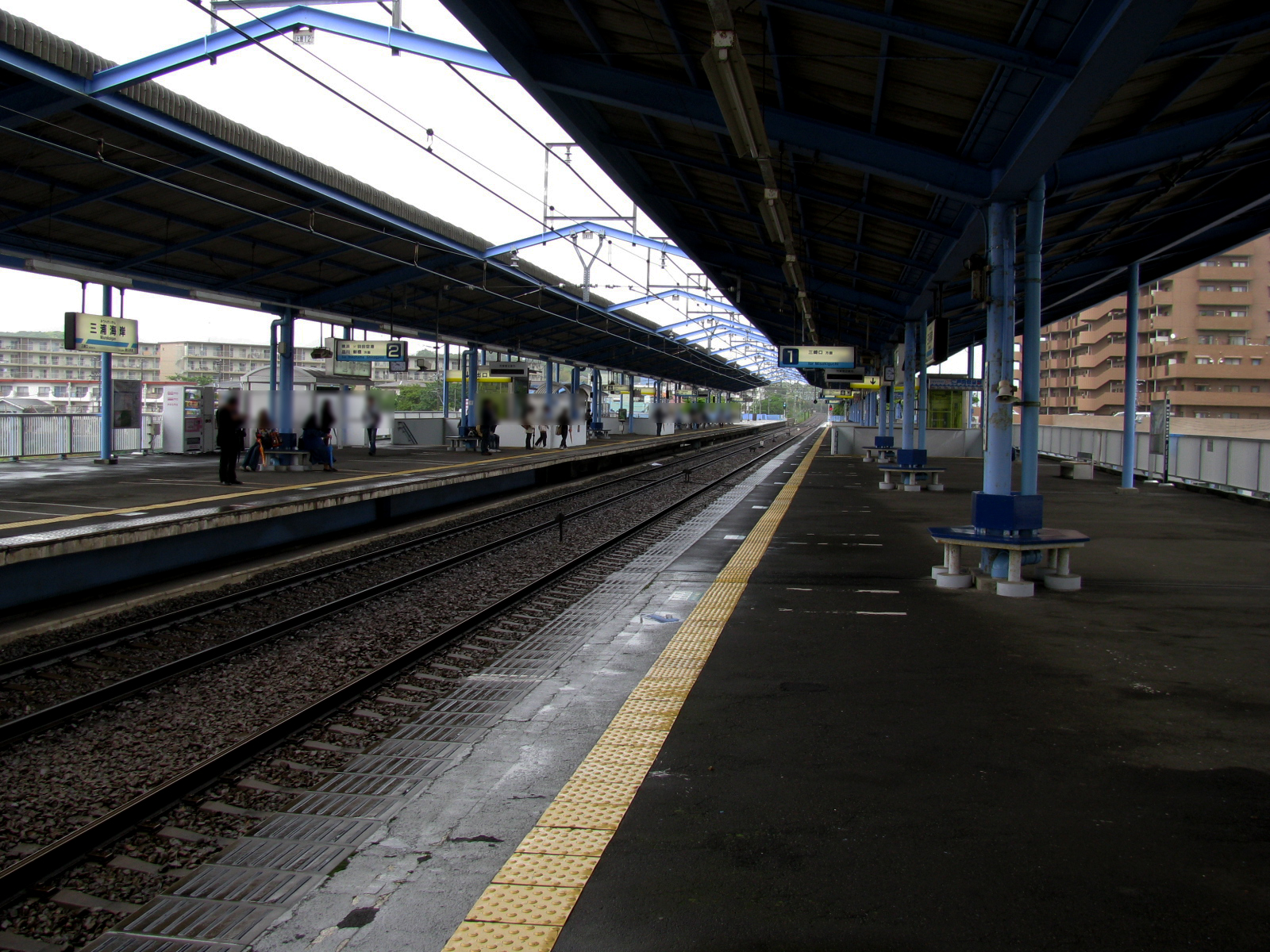
月台（2008年5月）

三浦海岸站（日语：／ Miurakaigan eki */?）位於日本神奈川縣三浦市南下浦町上宮田，是京濱急行電鐵久里濱線的鐵路車站。車站編號是KK71。
計劃時的站名並非基於地名「上宮田」，而是以下浦海岸命名，延長路段一度以三浦海岸線宣傳。

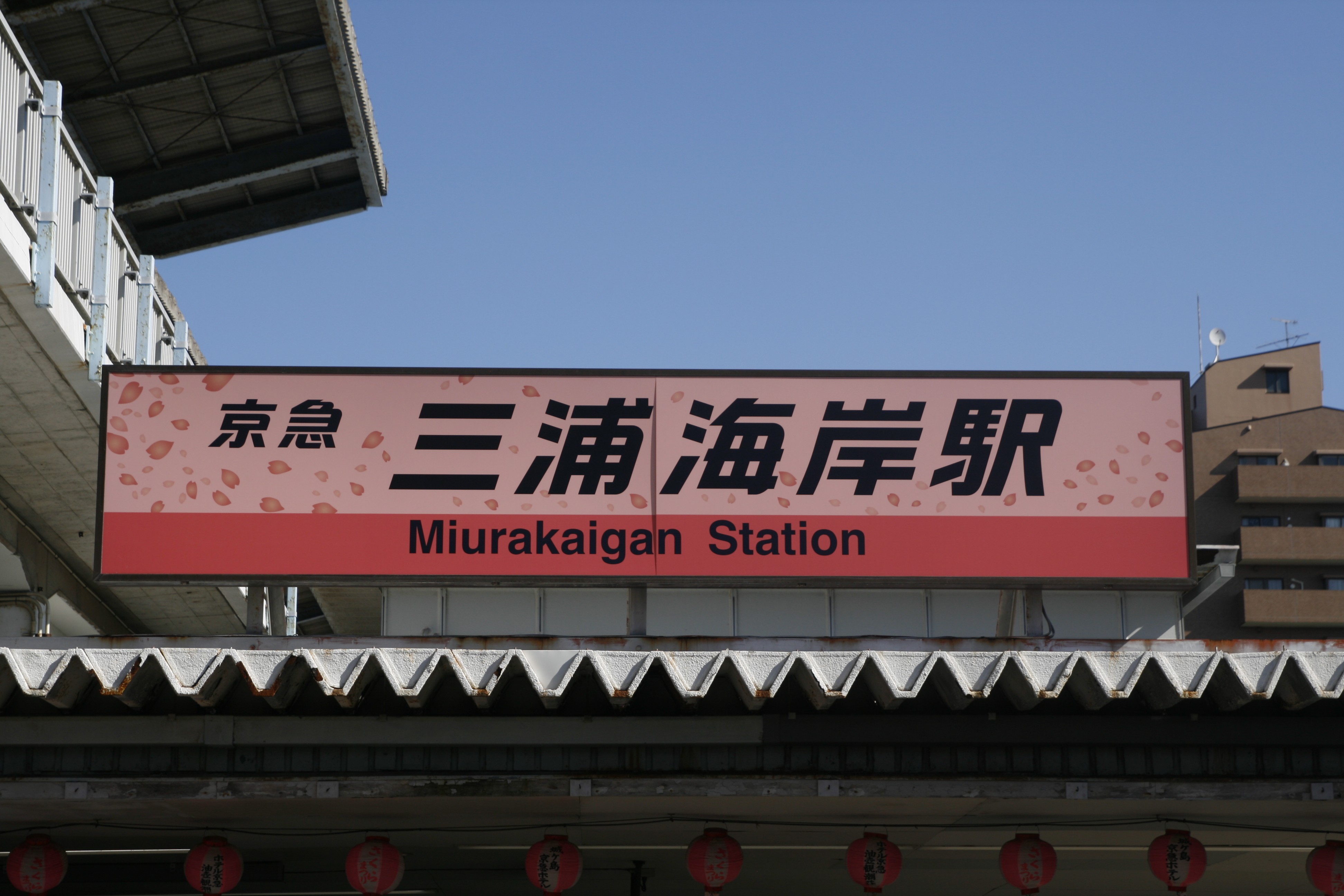
「三浦海岸櫻祭」限定的櫻花色站名看板（2016年2月）

由此起至小松池公園的線路旁，每年春天都會舉辦「三浦海岸櫻花祭」。為了紀念此事，2014年起櫻祭舉辦期間，車站正面的站名看板配合改成櫻花色。

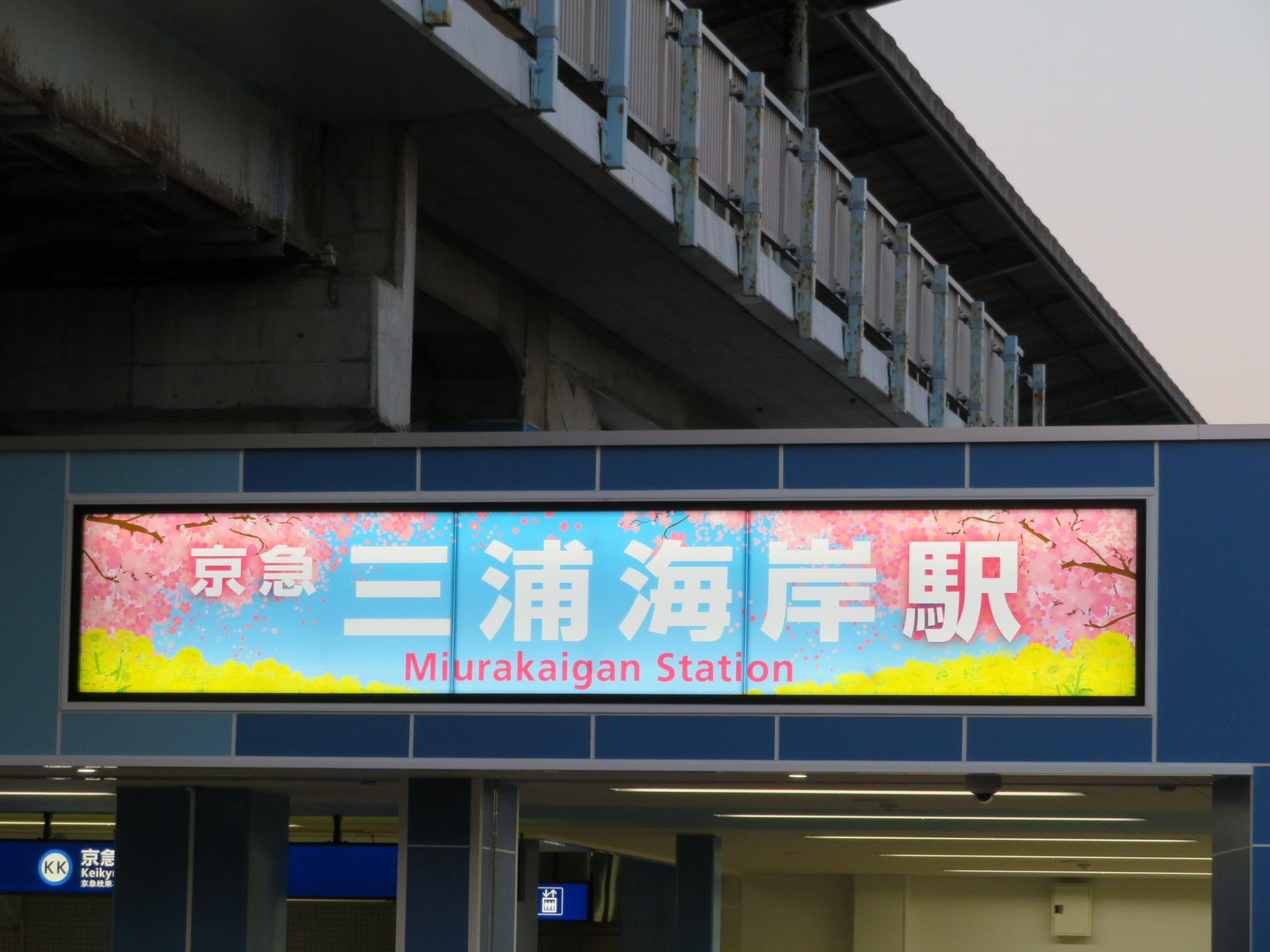
「三浦海岸櫻花祭」限定的站名看板（2019年2月）

## 年表
- 1966年（昭和41年）7月7日 - 作為久里濱線終點站，車站啟用。
- 1969年（昭和44年）6月 - 月台有效長度延伸至12輛編組。
- 1975年（昭和50年）4月26日 - 久里濱線延伸至三崎口站，本站為中間站。
- 2017年（平成29年）2月10日 - 導入進站音樂。
- 2019年（令和元年）7月8日至9月16日 - 京急成立120周年及知名動漫作品《航海王》連載20周年，做為慶祝活動的一環，將站名牌加上副站名「三浦『我要成為航海王！』車站」（三浦〝海賊王に俺はなるっ!!!!〟駅），並繪有航海王眾角色。[4]

## 車站結構
本站為側式月台2面2線高架車站。月台為東北－西南走向。剪票口僅有一處，設有階梯與電梯通往月台。本站起點方向（北側）為複線，終點方向為單線區間，下行列車會在本站進行交會。
發車列車全為八輛編組，但月台長度可停靠12輛編組。這是由於以前海水浴客鼎盛時期，同月台會同時停靠兩列列車而打造。
下行末班車後的兩班本站終停電車會停放至隔天早晨作為上行始發列車使用。

### 月台配置
| 月台 | 路線     | 方向 | 目的地                           |
| ---- | -------- | ---- | -------------------------------- |
| 1    | 久里濱線 | 下行 | 三崎口方向                       |
| 2    | 久里濱線 | 上行 | 橫須賀中央、橫濱、品川、新橋方向 |

### 進站音樂
2017年2月10日起，以三浦市三崎地區為舞台的山本厚太郎& Weekend樂曲《岬めぐり》成為本站進站音樂。該曲曾是2008年12月10日至2017年1月12日的三崎口站進站音樂，但兩站使用不同段落。

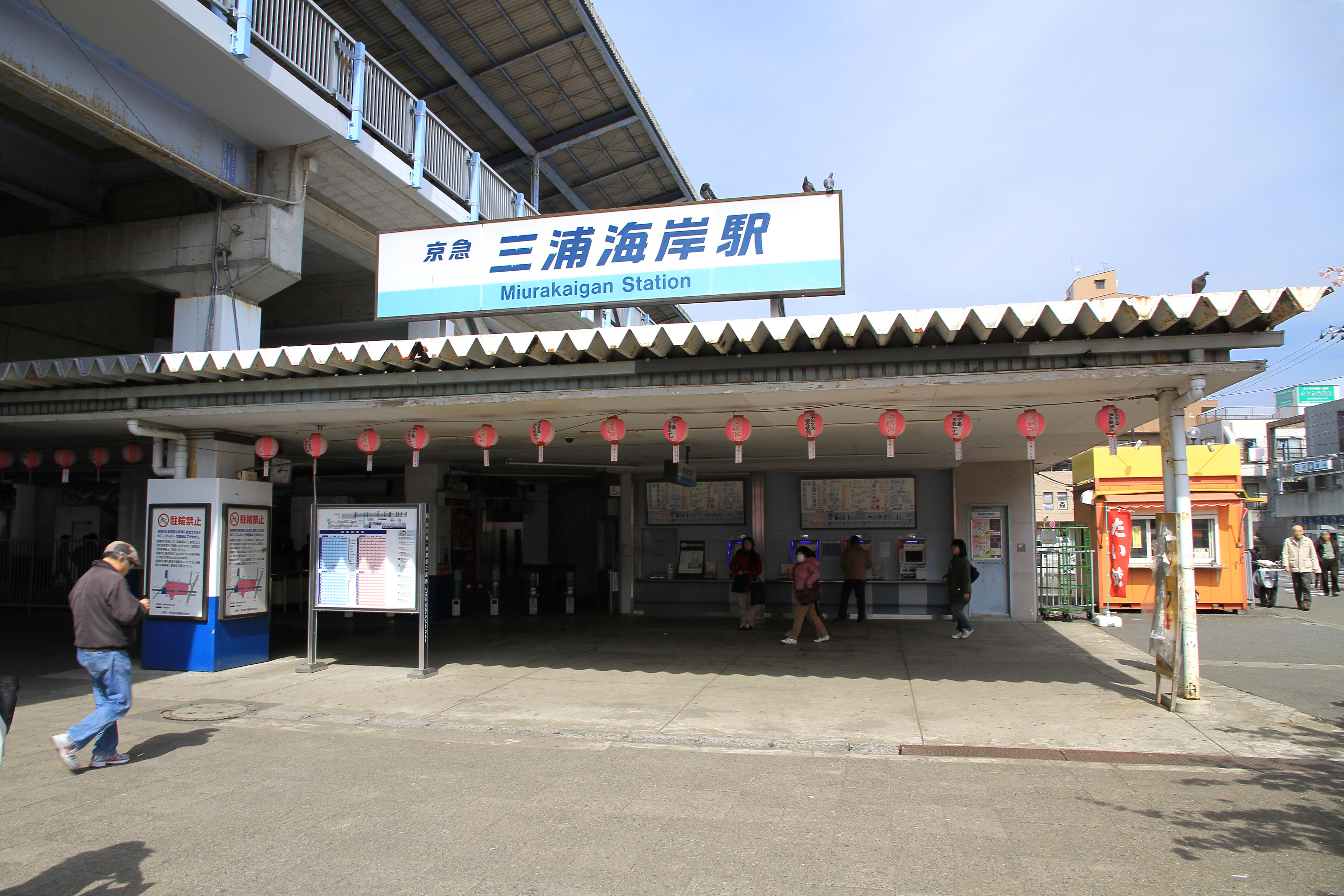
舊站舎（2012年3月15日）
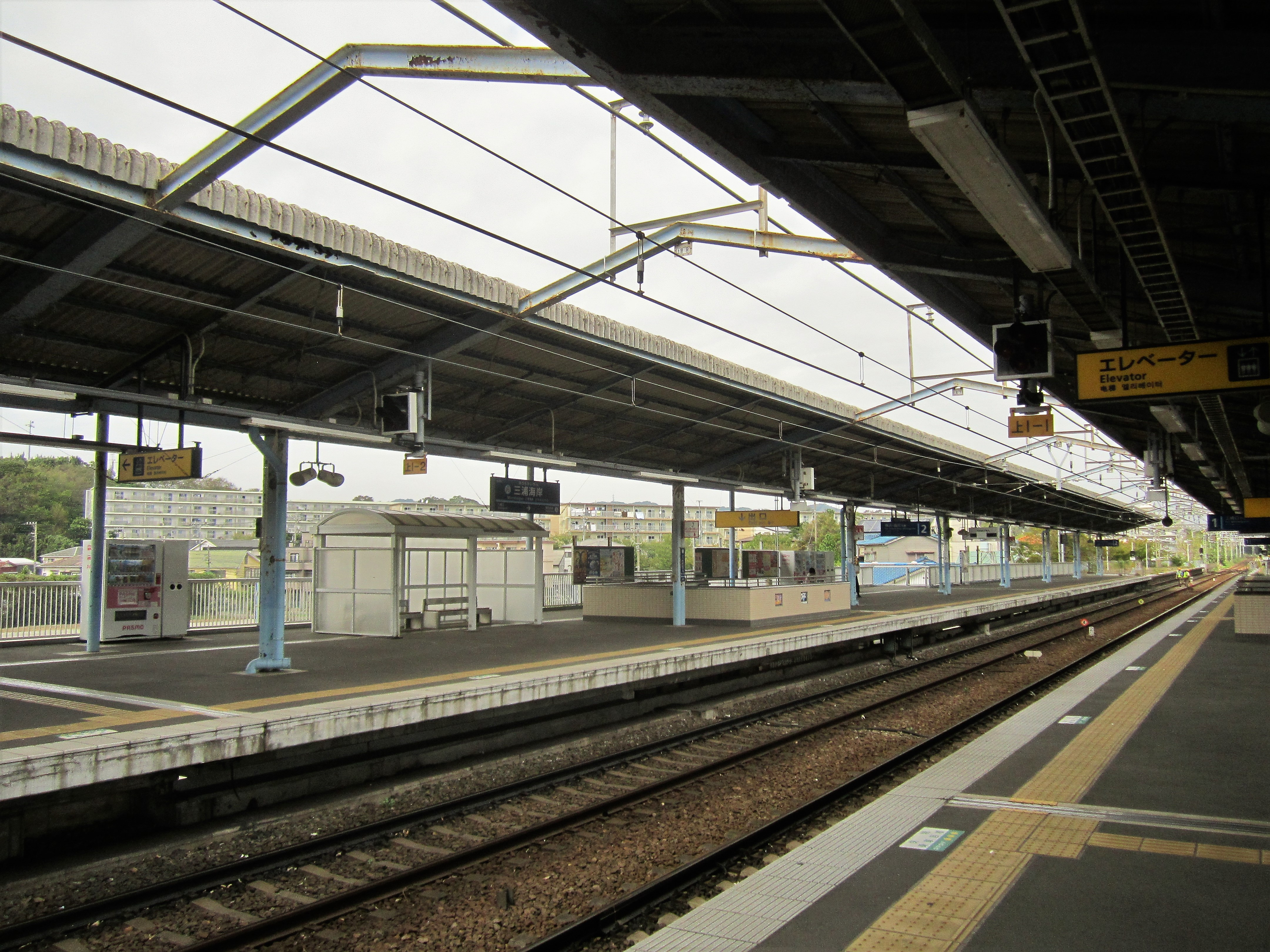
月台（2019年9月）
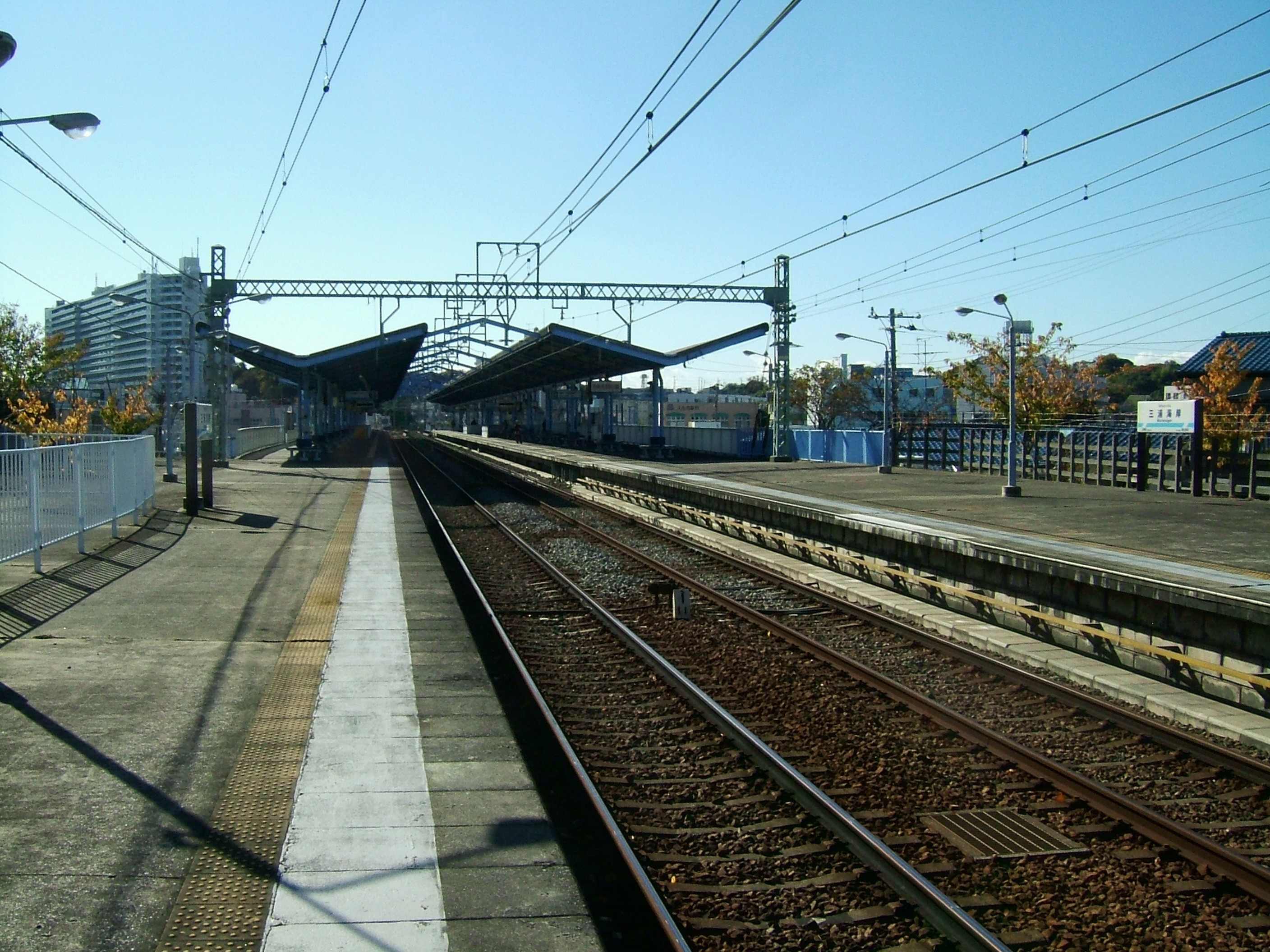
月台有效長度－12輛編成分
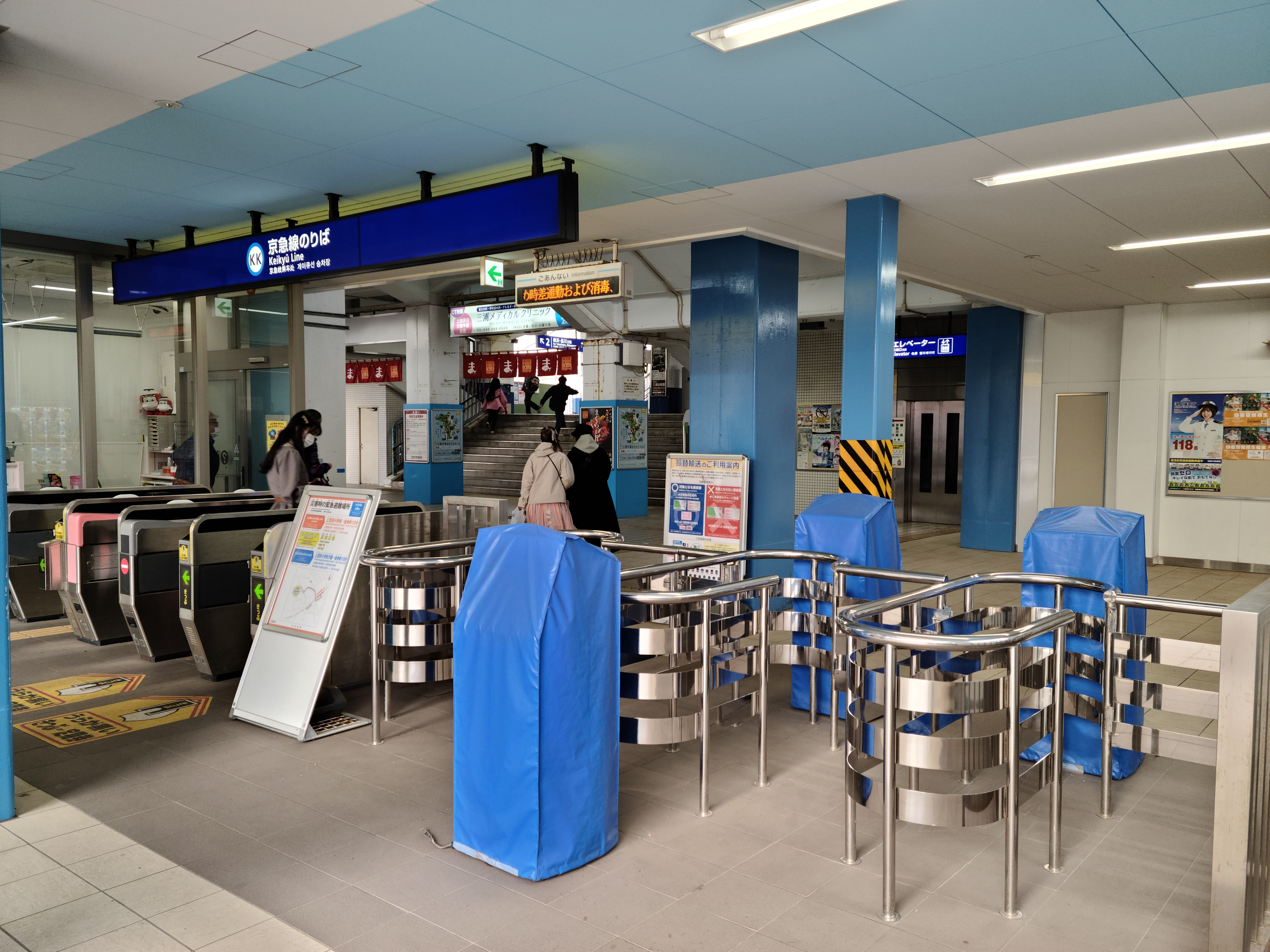
檢票口（2021年2月23日）
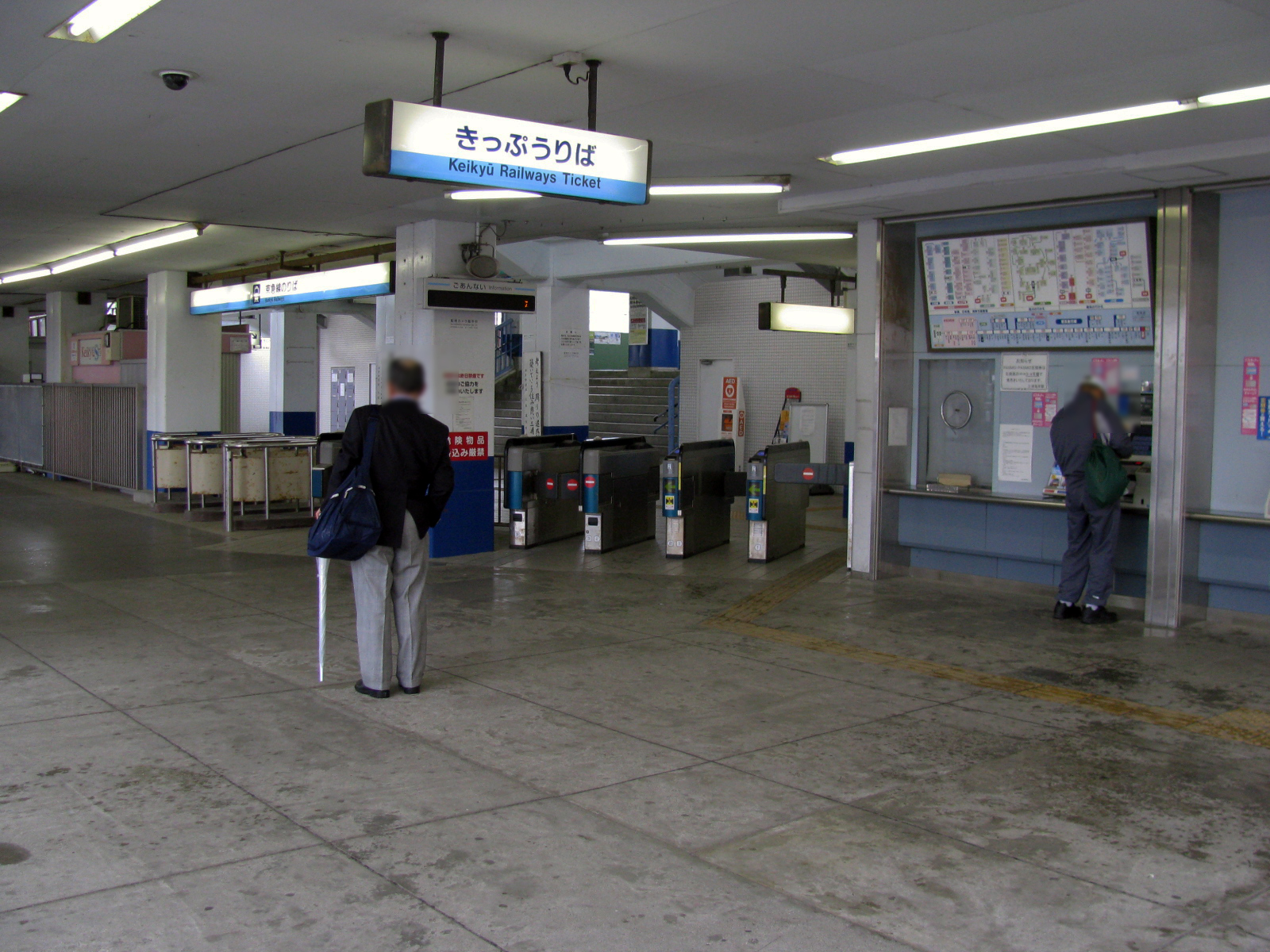
舊檢票口
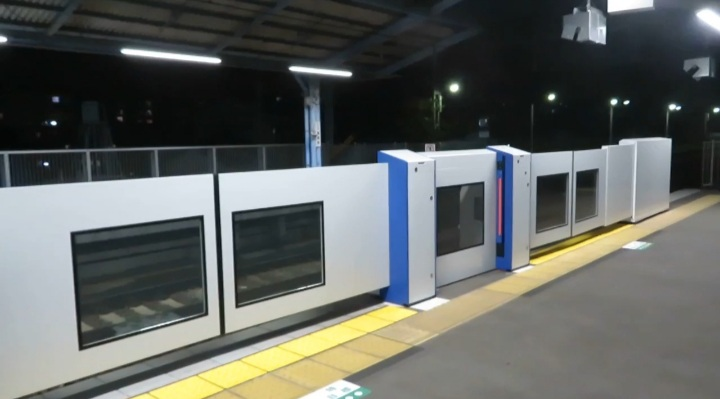
月台門

## 使用情況
2016年度1日平均上下車人次為11,658人，京急線全部72個車站當中排行第55位。
近年1日平均上下車人次與上車人次如下表。
| 年度               | 1日平均 上下車人次 | 1日平均 上車人次 | 來源     |
| ------------------ | ------------------ | ---------------- | -------- |
| 1995年（平成07年） |                    | 7,358            | [ * 1 ]  |
| 1998年（平成10年） |                    | 6,766            | [ * 2 ]  |
| 1999年（平成11年） |                    | 6,693            | [ * 3 ]  |
| 2000年（平成12年） | 13,205             | 6,600            | [ * 3 ]  |
| 2001年（平成13年） | 13,242             | 6,605            | [ * 4 ]  |
| 2002年（平成14年） | 12,942             | 6,463            | [ * 5 ]  |
| 2003年（平成15年） | 12,879             | 6,410            | [ * 6 ]  |
| 2004年（平成16年） | 12,665             | 6,314            | [ * 7 ]  |
| 2005年（平成17年） | 12,635             | 6,299            | [ * 8 ]  |
| 2006年（平成18年） | 12,726             | 6,352            | [ * 9 ]  |
| 2007年（平成19年） | 12,842             | 6,407            | [ * 10 ] |
| 2008年（平成20年） | 13,021             | 6,445            | [ * 11 ] |
| 2009年（平成21年） | 12,686             | 6,277            | [ * 12 ] |
| 2010年（平成22年） | 12,233             | 6,057            | [ * 13 ] |
| 2011年（平成23年） | 11,735             | 5,799            | [ * 14 ] |
| 2012年（平成24年） | 11,842             | 5,858            | [ * 15 ] |
| 2013年（平成25年） | 11,813             | 5,840            | [ * 16 ] |
| 2014年（平成26年） | 11,527             | 5,685            | [ * 17 ] |
| 2015年（平成27年） | 11,701             | 5,766            | [ * 18 ] |
| 2016年（平成28年） | 11,658             |                  |          |

## 車站周邊
本站位於三浦市東北部。周邊除了住宅團地，也有小型商業設施與公共設施聚集。站名由來的三浦海岸距離約400公尺。車站正面有巴士總站。
- 三浦海岸海水浴場
- 京急store（日语：京急ストア）三浦海岸店
- 三浦市役所南下浦出張所
- 南下浦市民中心
- 三崎警察署（日语：三崎警察署）三浦海岸站前交番
- 南下浦郵便局
- 三浦Maholova溫泉（日语：三浦マホロバ温泉）（Maholova Minds三浦）
- 國道134號
- 神奈川縣道214號武上宮田線（日语：神奈川県道214号武上宮田線）
- 神奈川縣道215號上宮田金田三崎港線（日语：神奈川県道215号上宮田金田三崎港線）

### 巴士路線
可搭乘京濱急行巴士來往周邊地區。在三崎口站啟用以前，是前往三浦半島南部的巴士據點。
- 1號乘車處
  - 海30 - 往三崎東岡（經引橋、油壺入口）
  - 海31 - 往三崎港（日语：三崎漁港）（經引橋、油壺入口、三崎東岡）
- 2號乘車處
  - 海34 - 往劍崎（日语：剱崎）（經金田）
  - 海35 - 往三崎東岡（經金田、劍崎、毘沙門、三崎港）
- 3號乘車處
  - 衣2 - 往衣笠十字路（經高圓坊、一騎塚、武山）
  - 海3 - 往橫須賀市民醫院（經高圓坊、林）

## 相鄰車站
京濱急行電鐵
 久里濱線
□早晨翼號
橫須賀中央（KK59）（本線）←三浦海岸（KK71）
□京急翼號（堀之內站以南為各站停車）
津久井濱（KK70）→三浦海岸（KK71）→三崎口（KK72）
■快特、■特急（金澤文庫站以北為快特）、■特急（堀之內站以南為各站停車）
津久井濱（KK70）－三浦海岸（KK71）－三崎口（KK72）

## 外部連結
- 三浦海岸站（各站資訊） - 京濱急行電鐵